# Meänkieli rätt och lätt
Meänkieli rätt och lätt är den första grammatiken i Meänkieli, och utkom första gången 1996. Författarna är Bengt Pohjanen och Matti Kenttä. Bengt Pohjanen skrev också en dramatiserad språkkurs som sändes i Meän Raatio. Meänkieli rätt och lätt har utkommit i två upplagor. Den senaste kom 2007, och är en grammatik och lärobok i meänkieli. Medförfattare till Bengt Pohjanen är inte längre Matti Kenttä, utan Eeva Muli. Den är utgiven på Barents publisher.